# Обернена ґратка

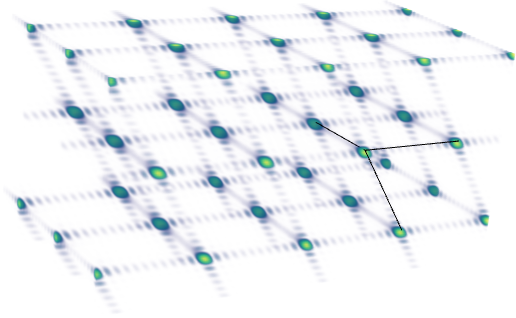
Згенерована комп'ютером обернена ґратка вигаданого кристалу моноклінної сингонії.

Обернена ґратка — точкова тривимірна ґратка, періодична в просторі хвильових векторів, комплементарна до кристалічної ґратки твердого тіла.

## Вектори оберненої ґратки
Вузли оберненої ґратки задаються векторами {\displaystyle \mathbf {b} }, виходячи з умови, що для будь-якого вектора кристалічної ґратки {\displaystyle \mathbf {a} } виконувалася умова
{\displaystyle e^{i\mathbf {b} \cdot \mathbf {a} }=1}.
Якщо {\displaystyle \mathbf {a} _{1}}, {\displaystyle \mathbf {a} _{2}} і {\displaystyle \mathbf {a} _{3}} — вектори, які визначають примітивну комірку кристалічної ґратки, то примітивну комірку оберненої ґратки задають вектори
{\displaystyle \mathbf {b} _{1}={\frac {2\pi }{V_{0}}}[\mathbf {a} _{2}\times \mathbf {a} _{3}]},
{\displaystyle \mathbf {b} _{2}={\frac {2\pi }{V_{0}}}[\mathbf {a} _{3}\times \mathbf {a} _{1}]},
{\displaystyle \mathbf {b} _{3}={\frac {2\pi }{V_{0}}}[\mathbf {a} _{1}\times \mathbf {a} _{2}]},
де {\displaystyle V_{0}=\mathbf {a_{1}} \cdot [\mathbf {a} _{2}\times \mathbf {a} _{3}]} — об'єм примітивної комірки.
Будь-який інший вектор оберненої ґратки {\displaystyle \mathbf {b} } може бути виражений через вектори {\displaystyle \mathbf {b} _{1}}, {\displaystyle \mathbf {b} _{2}} й {\displaystyle \mathbf {b} _{3}} за допомогою формули
{\displaystyle \mathbf {b} =n_{1}\mathbf {b} _{1}+n_{2}\mathbf {b} _{2}+n_{3}\mathbf {b} _{3}},
де n1, n2, n3 — цілі числа.

## Приклади
Для простої кубічної ґратки обернена ґратка теж проста кубічна.
Для гранецентрованої кубічної ґратки обернена ґратка об'ємноцентрована і навпаки.

## Область застосування
Поняття оберненої ґратки широко використовується в фізиці твердого тіла, теорії дифракції тощо. Точкам найменших комірок оберненої ґратки можна зіставити електронні стани, й таким чином вони відіграють роль квантових чисел.